# 本草纲目

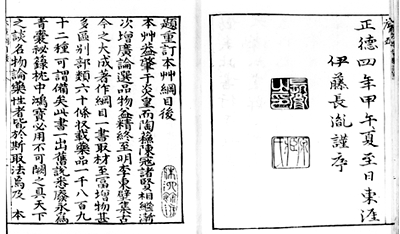
《本草綱目》金陵版

《本草纲目》是一部集中国16世紀以前本草學大成的著作，明代万历六年（1578年）定稿，万历二十三年（1596年）在南京正式刊行，作者為醫學家、藥學家和博物學家李時珍。此著收录于《四庫全書》，為子部醫家類。
《本草綱目》從完稿至刻印歷十餘年。李時珍到過蘄州、黃州和武昌，但沒書商願意承印。1579年，他前去南京六部直隸（簡稱南直隸、南京）尋求出版，但未獲成功。1590年，在獲得南京藏書家兼出版商胡承龍的贊助，得以刻印。然而，李時珍未及三年便卒於家，未能看到自己的著作問世。

## 题解
李时珍花費27年时间完成《本草纲目》，歷經三次改写，至万历六年（1578年）定本。為了編纂《本草綱目》，李时珍参考800多种书籍，多次去各地实地考察，采集样本，耗费大量心血。
《本草纲目》以宋朝唐慎微的《证类本草》为资料。趙學敏撰《本草綱目拾遺》，用意在拾遺補正《本草綱目》，其中新增716種藥材，補充161種藥物內容，糾舉錯誤34條。

## 体例
《本草纲目》共52卷，载药1892种（其中李时珍新增药物374种。）书中附有药物图1109幅，方剂11096首（其中8000余首是李时珍自己收集和拟定的），约190万字，分为16部（水、火、土、金石、草、穀、菜、果、木、服器、虫、鳞、介、禽、兽、人）60类。每种药物分列释名（確定名稱）、集解（敘產地）、正误（更正過去文獻的錯誤）、修治（炮製方法）、气味、主治、发明（前三項指分析藥物的功能）、附方（收集民間流傳的藥方）等项。全書收錄植物藥有881種，附錄61種，共942種，再加上具名未用植物153種，共計1095種，佔全部藥物總數的58%。李時珍把植物分為草部、穀部、菜部、果部、木部五部，又把草部分為山草、芳草、溼草、毒草、蔓草、水草、石草、苔草、雜草等九類。

## 影響
《本草綱目》改進了中國傳統的分類方法，格式比較統一，敍述也比較有條理和精密，例如：把廣義的“蟲”藥擴充到106種，其中昆蟲藥為73種，分為“卵生”、“化生”和“濕生”三類。對動植物分類學的發展有很大意義。
《本草綱目》糾正了前人許多錯誤之處，如南星與虎掌，本是同一種藥物，過去卻誤認為是兩種藥物；以前葳蕤、女萎認為是同藥，李氏經過鑑別則確認為不同藥物；蘇頌在《圖經本草》將天花、括樓分為兩處，其實是同一種植物；前人誤認“馬精入地變為鎖陽”、“草子可以變魚”，李時珍亦一一予以糾正之。並且在本書中還加入了許多新藥物。李時珍還通過自己經驗補充某些藥物的療效。本書還載敘大量寶貴的醫學資料，除大量附方、驗方及治驗病案外，還有醫學史料。另外李時珍駁斥陳藏器的《本草拾遺》，認為吃人肉療羸瘵有誤。
《本草綱目》也存在一些缺點和不足，如對於藥物的形態、產地等部分的記載還很簡單，繪圖也較粗糙。甚至记录“寡妇床头尘土”、“孝子衫”等都能治病。又說鱼网“可治鱼骨哽喉，用其覆颈，或者煮汁饮之，或者烧灰水服，鱼骨自下。”又說不孕的夫妻於上元节“盗取富家灯盏，置于床下，可令人有子。”。书中記載螢火蟲是從腐草化生，這是沿續《禮記·月令》以降二千多年來的謬論。書中又取唐人段成式在《酉陽雜俎》說法：“日縊死繩主顛狂。”主張上吊死後的繩子拿來燒成灰，水服能治狂癲。對此，李時珍還表示：“觀此則古書所載冷僻之物，無不可用者，在遇圓機之士耳。”這些說法在科學上都是站不住腳的。
該書不能算是一部嚴謹的藥物學著作，勉強可說是一部博物學著作，書中內容極為廣泛，在生物、化學、天文、地理、地質、採礦乃至於歷史方面有一定程度貢獻。

## 傳播
《本草纲目》版本众多，有“一祖三系”之称。一祖即最早的金陵本，日後又有江西本、钱本、张本三个系统。《本草綱目》先後流傳到日本（1606年）、朝鮮、越南等地，1656年，波蘭人卜彌格（P. Michael Boym，1612年－1659年）將《本草綱目》譯成拉丁文本，書名《中國植物誌》（Flora sinensis），在歐洲維也納出版。1676年米蘭出版了意大利文譯本，1735年以後又被翻譯成法文、德文、英文、俄文等多種文字。

## 延伸阅读
[在维基数据编辑]
 在维基文库阅读本作品原文（ 在维基共享资源阅览影像）
 《本草綱目 (四庫全書本)》